# Hypoestes jasminoides
Hypoestes jasminoides är en akantusväxtart som beskrevs av John Gilbert Baker. Hypoestes jasminoides ingår i släktet Hypoestes och familjen akantusväxter. Inga underarter finns listade i Catalogue of Life.